# Vinzelles (Puy-de-Dôme)
Vinzelles – miejscowość i gmina we Francji, w regionie Owernia-Rodan-Alpy, w departamencie Puy-de-Dôme.
Według danych na rok 1990 gminę zamieszkiwało 308 osób, a gęstość zaludnienia wynosiła 23 osoby/km² (wśród 1310 gmin Owernii Vinzelles plasuje się na 548. miejscu pod względem liczby ludności, natomiast pod względem powierzchni na miejscu 685.).